# Unabhängiger Sportclub Münster 2019-2020
Questa voce raccoglie le informazioni riguardanti l'Unabhängiger Sportclub Münster nelle competizioni ufficiali della stagione 2019-2020.

## Organigramma societario
Area direttiva
- Presidente: Martin Gesigora

Area tecnica
- Allenatore: Teunis Buijs
- Allenatore in seconda: Lisa Thomsen
- Assistente allenatore: Marvin Mallach
- Scout man: Manuela Kiousis

Area sanitaria
- Medico: Christian Fechtrup, Rieke Herzog, Jessica Maurer, Stephan Maurer
- Fisioterapista: Claudia Dröge, Felix Pankrath, Nadine Rensing, Benedikt Wentrup

## Rosa
| N° | Nome                     | Ruolo | Data di nascita | Nazionalità sportiva |
| -- | ------------------------ | ----- | --------------- | -------------------- |
| 1  | Linda Bock               | L     | 27 maggio 2000  | Germania             |
| 2  | Taylor Nelson            | P     | 3 marzo 1996    | Stati Uniti          |
| 3  | Luisa Keller             | S     | 25 agosto 2001  | Germania             |
| 4  | Doreen Luther            | C     | 27 marzo 1997   | Germania             |
| 5  | Liza Kastrup             | O     | 5 ottobre 1999  | Germania             |
| 6  | Demi Korevaar            | C     | 9 agosto 2000   | Paesi Bassi          |
| 7  | Ivana Vanjak             | S     | 30 maggio 1995  | Germania             |
| 8  | Lina Alsmeier            | S     | 29 giugno 2000  | Germania             |
| 9  | Juliane Langgemach       | C     | 6 novembre 1994 | Germania             |
| 10 | Sarah van Aalen          | P     | 21 giugno 2000  | Paesi Bassi          |
| 11 | Barbara Wezorke          | C     | 12 aprile 1993  | Germania             |
| 12 | Johanna Müller-Scheffsky | L     | 4 febbraio 1998 | Germania             |

## Risultati

### 1. Bundesliga

#### Girone di andata
| 1ª giornata - 5 ottobre 2019 Sporthalle Berg Fidel, Münster            | Münster        | 1 - 3 | MTV Stoccarda | 25-13, 17-25, 20-25, 19-25        |
| 2ª giornata - 12 ottobre 2019 Sporthalle Neuköllner Straße, Aquisgrana | PTSV Aachen    | 3 - 0 | Münster       | 25-22, 25-23, 25-22               |
| 3ª giornata - 23 ottobre 2019 Sporthalle Berg Fidel, Münster           | Münster        | 3 - 0 | Suhl          | 25-22, 25-16, 25-23               |
| 4ª giornata - 9 ottobre 2019 Riethsporthalle, Erfurt                   | Erfurt         | 1 - 3 | Münster       | 21-25, 23-25, 25-18, 18-25        |
| 5ª giornata - 10 novembre 2019 Sporthalle Berg Fidel, Münster          | Münster        | 2 - 3 | Vilsbiburg    | 25-21, 15-25, 11-25, 25-19, 14-16 |
| 6ª giornata - 13 novembre 2019 ARENA Schwerin, Schwerin                | Schweriner     | 3 - 0 | Münster       | 25-21, 25-17, 25-18               |
| 8ª giornata - 27 novembre 2019 Sporthalle Berg Fidel, Münster          | Münster        | 0 - 3 | Dresdner      | 18-25, 17-25, 22-25               |
| 9ª giornata - 7 dicembre 2019 Turmair Volleyballarena, Straubing       | FTSV Straubing | 2 - 3 | Münster       | 25-19, 24-26, 17-25, 25-22, 17-19 |
| 10ª giornata - 18 dicembre 2019 Sporthalle Berg Fidel, Münster         | Münster        | 2 - 3 | Wiesbaden     | 25-14, 23-25, 25-17, 11-25, 12-15 |
| 11ª giornata - 21 dicembre 2019 MBS Arena Potsdam, Potsdam             | Potsdam        | 3 - 0 | Münster       | 25-15, 25-20, 25-16               |

#### Girone di ritorno
| 12ª giornata - 15 gennaio 2020 SCHARRena, Stoccarda           | MTV Stoccarda | 2 - 3 | Münster        | 25-22, 18-25, 21-25, 25-16, 13-15 |
| 13ª giornata - 19 gennaio 2020 Sporthalle Berg Fidel, Münster | Münster       | 3 - 2 | PTSV Aachen    | 15-25, 21-25, 25-20, 25-20, 16-14 |
| 14ª giornata - 25 gennaio 2020 Sporthalle Wolfsgrube, Suhl    | Suhl          | 0 - 3 | Münster        | 17-25, 20-25, 21-25               |
| 15ª giornata - 29 gennaio 2020 Sporthalle Berg Fidel, Münster | Münster       | 1 - 3 | Erfurt         | 25-22, 22-25, 22-25, 27-29        |
| 16ª giornata - 5 febbraio 2020 Ballsporthalle, Vilsbiburg     | Vilsbiburg    | 1 - 3 | Münster        | 18-25, 17-25, 25-16, 22-25        |
| 17ª giornata - 9 febbraio 2020 Sporthalle Berg Fidel, Münster | Münster       | 0 - 3 | Schweriner     | 15-25, 17-25, 19-25               |
| 19ª giornata - 26 febbraio 2020 Margon Arena, Dresda          | Dresdner      | 0 - 3 | Münster        | 20-25, 22-25, 19-25               |
| 20ª giornata - 1º marzo 2020 Sporthalle Berg Fidel, Münster   | Münster       | 3 - 0 | FTSV Straubing | 25-20, 25-23, 25-17               |
| 21ª giornata - 10 marzo 2020 Halle am Platz, Wiesbaden        | Wiesbaden     | 1 - 3 | Münster        | 17-25, 17-25, 26-24, 17-25        |
| 22ª giornata - 14 marzo 2020 Sporthalle Berg Fidel, Münster   | Münster       | -     | Potsdam        | annullata                         |

### Coppa di Germania

#### Fase a eliminazione diretta
| Ottavi di finale - 3 novembre 2019 Sporthalle Berg Fidel, Münster | Münster | 0 - 3 | Potsdam | 19-25, 18-25, 10-25 |

## Statistiche

### Statistiche di squadra
| Competizione      | Punti | In casa | In casa | In casa | In trasferta | In trasferta | In trasferta | Totale | Totale | Totale |
| Competizione      | Punti | G       | V       | P       | G            | V            | P            | G      | V      | P      |
| ----------------- | ----- | ------- | ------- | ------- | ------------ | ------------ | ------------ | ------ | ------ | ------ |
| 1. Bundesliga     | 29    | 9       | 3       | 6       | 10           | 7            | 3            | 19     | 10     | 9      |
| Coppa di Germania | -     | 1       | 0       | 1       | 0            | 0            | 0            | 1      | 0      | 1      |
| Totale            | -     | 10      | 3       | 7       | 10           | 7            | 3            | 20     | 10     | 10     |

G = partite giocate; V = partite vinte; P = partite perse